# 연안 유씨
연안 유씨(延安劉氏)는 황해남도 연안군을 관향으로 삼는 한국의 성씨이다. 시조 조선 중기의 무신이다.

## 시조
연안 유씨의 시조 유극량(劉克良, ? ∼ 1592년 6월 30일(음력 5월 21일))은 조선 중기의 무신이다. 자는 중무(仲武), 어머니는 재상 홍섬(洪暹)의 노비였다. 당시의 신분 제도에서는 과거에 응시할 수 없는 노비 출신이었으나, 홍섬의 깊은 배려로 노비 신분을 면제받았고, 무과에 급제하였다. 여러 무관직을 거친 뒤 1591년(선조 24) 전라좌수사가 되었고, 곧 조방장(助防將)으로 전임하였다. 1592년 임진왜란이 일어나 죽령(竹嶺)을 방어하다가 패배하자, 군사를 영솔하여 방어사 신할(申硈)의 밑에 들어가 그 부장이 되었다. 대장 신할과, 마침 1,000명의 군졸을 이끌고 그곳에 달려온 도순찰사 한응인(韓應寅) 등과 함께 임진강을 방어하였다. 이때 임진강 남안에 이른 적병이 감히 강을 건너지 못하자, 대장 신할이 강을 건너 적을 공격하자고 하였다. 이에 대하여 그는 “적이 우리 군사를 유인하고 있으니 함부로 움직이지 말고, 5, 6일간 우리 군사의 힘을 길러 사기가 올라간 다음에 적을 치자.”고 하였다. 그러나 마침내 신할과 뜻이 같지 않다 할지라도 어찌 뒤떨어질 수 있으랴 하고, 그의 군사를 수습하여 거느리고 선봉에 서서 곧 강을 건넜다. 그러나 미처 강을 다 건너기도 전에 적의 복병이 수없이 나타나 공격해옴으로써 좌위장(左衛將) 이천(李薦)이 강 상류에서 패하고, 신할도 난군(亂軍) 중에 전사하였다. 이때 그는 강을 건너 수명의 적을 죽였으나 그도 역시 이 전투에서 전사하였다. 지용(智勇)을 겸비한 그의 전략을 무시한 결과 임진강전투가 참패로 끝난 것은 매우 애석한 일이며, 백발을 흩날리며 싸우러 나가는 모습을 바라본 군사들은 그의 충절에 모두 눈물을 흘렸다고 한다. 개성 숭절사(崇節祠)에 제향되었으며, 병조참판에 추증되었다. 시호는 무의(武毅)이다.

## 항렬자
- 15세 종(鍾)
- 16세 봉(峰)
- 17세 복(福)
- 18세 근(根)
- 19세 재(載)
- 20세 성(成)
- 21세 주(柱)

## 인구
- 1985년 13가구, 48명
- 2000년 137가구, 452명
- 2015년 139명

## 같이 보기
- 거창 유씨
- 강릉 유씨
- 유 (성씨)